# Dibaj
Dibaj este un oraș din Iran.